# Šemovec Breški
 Šemovec Breški  falu Horvátországban Zágráb megyében. Közigazgatásilag Ivanić-Gradhoz tartozik.

## Fekvése
Zágrábtól 33 km-re délkeletre, községközpontjától  3 km-re nyugatra, az A3-as autópálya mellett fekszik. 

## Története
1857-ben 60, 1910-ben 79 lakosa volt. Trianonig Zágráb vármegye Dugo Seloi járásához tartozott. 
A településnek 2001-ben 89 lakosa volt.

## Lakosság
| Lakosság változása | Lakosság változása | Lakosság változása | Lakosság változása | Lakosság változása | Lakosság változása | Lakosság változása | Lakosság változása | Lakosság változása | Lakosság változása | Lakosság változása | Lakosság változása | Lakosság változása | Lakosság változása | Lakosság változása |
| ------------------ | ------------------ | ------------------ | ------------------ | ------------------ | ------------------ | ------------------ | ------------------ | ------------------ | ------------------ | ------------------ | ------------------ | ------------------ | ------------------ | ------------------ |
| 1857               | 1869               | 1880               | 1890               | 1900               | 1910               | 1921               | 1931               | 1948               | 1953               | 1961               | 1971               | 1981               | 1991               | 2001               |
| 60                 | 71                 | 78                 | 71                 | 73                 | 79                 | 92                 | 92                 | 77                 | 78                 | 79                 | 65                 | 82                 | 72                 | 89                 |

## Külső hivatkozások
Ivanić-Grad hivatalos oldala